# Vịnh Dungonab
Vịnh Dungonab hay Dongonab là một vịnh nhỏ thuộc biển Đỏ, thuộc lãnh thổ của Sudan.

## Địa lý
Cửa vịnh hướng về phía Nam, và vịnh nằm cách thành phố Port Sudan khoảng 125 km về phía Bắc. Phần giữa của nó là vùng đầm phá Rawayah được bao quanh bởi các rạn san hô. Cùng với đảo Mukkawar và rạn san hô Sanganeb (nằm gần Port Sudan, cách bờ biển Sudan 25 km), khu vực đã được tuyên bố là Vịnh Dungonab - Vườn quốc gia Đảo Mukkawar và trở thành di sản thế giới năm 2016. Nó cũng được công nhận là Vùng đất ngập nước có tầm quan trọng quốc tế theo Công ước Ramsar từ năm 2009.
Vịnh Dungonab là nơi có các rạn san hô, rừng ngập mặn, bãi cỏ biển, bờ biển, đảo cung cấp môi trường sống cho các loài chim biển, động vật biển có vú, cá, cá mập, rùa biển và đặc biệt là Bò biển, nơi bảo tồn có tầm quan trọng mang tính toàn cầu.